# Vilavur
Vilavur es una ciudad y nagar Panchayat situada en el distrito de Kanyakumari en el estado de Tamil Nadu (India). Su población es de 14320 habitantes (2011).

## Demografía
Según el censo de 2011 la población de Vilavur era de 14320 habitantes, de los cuales 7747 eran hombres y 7173 eran mujeres. Vilavur tiene una tasa media de alfabetización del 90,96%, superior a la media estatal del 80,09%: la alfabetización masculina es del 92,52%, y la alfabetización femenina del 89,41%.